# Naucleopsis concinna
Naucleopsis concinna är en mullbärsväxtart som först beskrevs av Paul Carpenter Standley, och fick sitt nu gällande namn av C. C. Berg. Naucleopsis concinna ingår i släktet Naucleopsis och familjen mullbärsväxter. Inga underarter finns listade i Catalogue of Life.